# Silvia Stöger
Silvia Stöger (* 18. Februar 1945 in Hollabrunn, Niederösterreich) ist eine ehemalige oberösterreichische sozialdemokratische Landesrätin. 

## Ausbildung
Die Tochter von Rudolf Günther, des Leiters der Oberbauabteilung der Österreichischen Bundesbahnen, und Anna Günther, einer praktischen Ärztin, besuchte das Bundesrealgymnasiums Wien 13. Nach ihrem Medizinstudium erfolgte die Promotion 1971. Sie verbrachte acht Monate ihrer Studientätigkeit am Union Memorial Hospital in Baltimore, ein Jahr lang wurde sie an der 1. Medizinischen Universitätsklinik am Department für Gastroenterologie in den USA ausgebildet. An der 2. Universitäts-Frauenklinik Wien erfolgte ihre Ausbildung zum Facharzt für Gynäkologie- und Geburtshilfe. Das Facharztdiplom schloss sie 1978 ab.

## Beruflicher Werdegang
Stöger wurde 2000 Landesrätin für die sozialdemokratische Partei in Oberösterreich.
Sie ist seit 1975 mit dem Gynäkologen Helmut Stöger verheiratet. Die beiden haben drei Kinder: Karl (* 1976), Marion (* 1979) und Karin (* 1981).
Nach dem Weggang von der Klinik Wien arbeitete sie in der Praxis ihres Mannes in Horn mit.
Im Jänner 1981 wurde sie bei der niederösterreichischen Gebietskrankenkasse als Frauenärztin für die Gesundenuntersuchungsstelle Horn angestellt. Im Jahr 1982 erfolgte die Übersiedlung von Horn nach Linz und der Beitritt zum BSA O.Ö. Im selben Jahr eröffnete Stöger im November eine Praxis für Frauenheilkunde im Linzer Stadtteil Kleinmünchen.
Sie arbeitete mit am Aufbau des Beratungszentrums Bily, einem Verein für Jugend-, Familien und Sexualberatung, welcher von den sozialistischen Frauen gegründet wurde.
Daneben hielt sie Seminare für Neuro-Linguistisches Programmieren. Sie erhielt ein Diplom für psychosoziale Medizin im Jahr 1994 und 1996 ein Diplom für psychosomatische Medizin. Ihre Ausbildung zum Arzt für psychotherapeutische Medizin schloss sie 1999 ab.
2003 bis 2009 war sie Landesrätin, ihr Ressort umfasste u. a. die Aufgabengruppen Sanitätsdienst und -recht und Veterinärdienst- und recht, sowie Verwaltungspolizei in Angelegenheiten des Tierschutzgesetzes, auch hinsichtlich Umweltschutz die Überwachung der Einhaltung der Vorschriften des Chemikaliengesetzes.